# Liogenys perotryssoidea
Liogenys perotryssoidea är en skalbaggsart som beskrevs av Keith 2004. Liogenys perotryssoidea ingår i släktet Liogenys och familjen Melolonthidae. Inga underarter finns listade i Catalogue of Life.